# Episodi di Instant Star (seconda stagione)
- Messa in onda:
  - The N: 10 febbraio 2006 - 12 maggio 2006
  - CTV: 18 giugno 2006 - 24 giugno 2007
  - Italia 1: 21 settembre 2006 - 9 ottobre 2006

| nº | Titolo originale              | Titolo italiano         | Prima TV USA     | Prima TV Canada | Prima TV Italia   | Canzone                        |
| -- | ----------------------------- | ----------------------- | ---------------- | --------------- | ----------------- | ------------------------------ |
| 1  | No Sleep Til Brooklyn, Part 1 | Stupid Girl (1)         | 10 febbraio 2006 | 18 giugno 2006  | 21 settembre 2006 | My Sweet Time                  |
| 2  | No Sleep Til Brooklyn, Part 2 | Un nuovo look (2)       | 17 febbraio 2006 | 25 giugno 2006  | 22 settembre 2006 | Stupid Girl                    |
| 3  | I Fought the Law              | Sopravvalutata          | 24 febbraio 2006 | 1º agosto 2006  | 25 settembre 2006 | Over-Rated                     |
| 4  | Miss World                    | Cercasi studio musicale | 3 marzo 2006     | 8 agosto 2006   | 26 settembre 2006 | Not Standing Around            |
| 5  | Viciousness                   | Il bacio di Kat         | 10 marzo 2006    | 17 giugno 2007  | 27 settembre 2006 | Fade To Black                  |
| 6  | The Jean Genie                | Nervi a fior di pelle   | 17 marzo 2006    | 15 agosto 2006  | 28 settembre 2006 | Anyone But You                 |
| 7  | Stranger in the House         | Festa anni '70          | 7 aprile 2006    | 22 agosto 2006  | 29 settembre 2006 | Natural Disaster               |
| 8  | Personality Crisis            | La mia migliore amica   | 7 aprile 2006    | 29 agosto 2006  | 2 ottobre 2006    | Who Am I Fooling               |
| 9  | Hallelujah                    | Il tranello             | 14 aprile 2006   | 27 maggio 2007  | 3 ottobre 2006    | Liar Liar                      |
| 10 | Problem Child                 | Scriviamo una canzone   | 21 aprile 2006   | 3 giugno 2007   | 4 ottobre 2006    | How I Feel                     |
| 11 | Mother's Little Helper        | Mamma si sposa          | 28 aprile 2006   | 10 giugno 2007  | 5 ottobre 2006    | How Strong Do You Thin I Am    |
| 12 | When I Come Around            | Tommy e Jude            | 5 maggio 2006    | 17 giugno 2007  | 6 ottobre 2006    | White Lines                    |
| 13 | Date With the Night           | La numero uno           | 12 maggio 2006   | 24 giugno 2007  | 9 ottobre 2006    | There's Us & Another Thin Line |

## Stupid Girl (1)
- Titolo originale:  No Sleep Til Brooklyn (pt.1)
- Diretto da: Graeme Campbell
- Scritto da: James Hurst

### Trama
Jude è tornata dal tour estivo con la sua band SME e trova grandi cambiamenti alla G Major. L'etichetta musicale viene ora guidata dal mogul dei media Darius Mills che si trova in disaccordo con Jude quando la ragazza decide di non seguire le regole stabilite. Nel frattempo, Tommy, occupato a cercare di compiacere Darius, non ha tempo per Sadie, appena tornata dall'Europa.
- Altri interpreti: Wes Williams (Darius Mills), Nicholas Rose (Mason Fox)

## Un nuovo look (2)
- Titolo originale:   No Sleep Til Brooklyn (pt.2)
- Diretto da: Graeme Campbell
- Scritto da: Miklos Perlus & Emily Andras

### Trama
Jude si trova a dover affrontare le conseguenze causate dalla sua decisione di non seguire le imposizioni di Darius. Nel frattempo Jamie riceve la notizia di essere stato licenziato dal suo ruolo di manager degli Spiederman. Sadie cerca ancora di far sì che Tommy le dedichi del tempo.
- Altri interpreti: Wes Williams (Darius Mills), Nicholas Rose (Mason Fox)

## Sopravvalutata
- Titolo originale: I Fought the Law
- Diretto da: Graeme Campbell
- Scritto da: Miklos Perlus

### Trama
Un'intervista con una radio porta Jude a sentirsi umiliata. La situazione non sembra pesare molto a Jude fino a quando perde però l'appoggio su cui contava maggiormente: quello di Jamie. Dopo essere stato licenziato dal suo ruolo di manager degli Spiederman, Jude sembra non avere più tempo per il suo ragazzo e tra i due finisce.
- Altri interpreti: Zoie Palmer (Patsy), Wes Williams (Darius Mills), Barbara Mamabolo (Kat Benton)

## Cercasi studio musicale
- Titolo originale: Miss World
- Diretto da: Graeme Campbell
- Scritto da: Shelley Scarrow

### Trama
Jude si sforza di comporre il suo secondo album sotto la supervisione di Liam, al quale è stato affidato il comando in assenza di Darius, che però non concede sprechi di tempo. Jude decide così di lasciare gli studi di registrazione della G Major e cercare un nuovo posto per provare. L'idea crea dissapori tra i suoi genitori che stanno divorziando. Nel frattempo Jamie, ingaggiato come talent scout da Liam, incontra Patsy, aspirante cantante rock dipendente dalla droga.
- Altri interpreti: Zoie Palmer (Patsy), Wes Williams (Darius Mills), Barbara Mamabolo (Kat Benton)